# مانويل مارينغو
مانويل مارينغو (بالإسبانية: Manuel Marengo)‏ (16 يوليو 1973 في بيرو - ) هو مدرب كرة قدم ولاعب كرة قدم بيروفي في مركز الدفاع. شارك مع منتخب بيرو لكرة القدم. أما مع النوادي، فقد لعب مع أليانزا ليما وخوان أوريتش وسيينسيانو ونادي سبورتينغ كريستال ونادي أتليتيكو تورينو ‏ وAlianza Atlético ‏ وكورونل بولوجنسي وسبورت بويز.

## وصلات خارجية
- مانويل مارينغو على موقع قاعدة بيانات كرة القدم.إي يو (الإنجليزية)
- مانويل مارينغو على موقع ناشيونال فوتبول تيمز (الإنجليزية)